# Ungulinidae
Famille
Les Ungulinidae sont une famille de  mollusques bivalves.

## Liste des genres
Selon World Register of Marine Species (16 aout 2025) :
- Diplodonta Bronn, 1831
- Felaniella Dall, 1899
- Foveamysia M. Huber, 2015
- Joannisiella Dall, 1895
- Lamysia M. Huber, 2015
- Microstagon Cossmann, 1896
- Neodiplodonta F.-S. Xu, 2012
- Phlyctiderma Dall, 1899
- Timothynus G. D. Harris & K. van W. Palmer, 1946
- Transkeia M. Huber, 2015
- Ungulina Bosc, 1801
- Zemysia H. J. Finlay, 1926
- Zemysina H. J. Finlay, 1926

Selon ITIS (16 aout 2025) :
- Diplodonta Bronn, 1831
- Felaniella